# De Bertha
De Bertha is een film uit 1913 van Louis H. Chrispijn, met Annie Bos in de hoofdrol. De film is teruggevonden in 2011 en gerestaureerd met behoud van originele tinten. Met fraaie buitenopnamen van IJmuiden en Haarlem.

## Inhoud
Nelly, de dochter van kapitein Jansen is typiste op het kantoor van de reders De Groot en Zoon in IJmuiden. Adolf, de vriendelijke buurman komt langs om haar zijn nieuwe uitvinding te laten zien: een speciale telegrafeermachine. De oude De Groot zit in over de zaak: er zijn financiële problemen. Intussen hoort kapitein Jansen van zijn stoker dat de ketels van het schip de Bertha zo slecht zijn dat ze zullen springen als ze worden opgestookt. Jansen vertelt dit aan de reders. Hij wordt weggestuurd met de mededeling af te wachten op het schip. De zoon ziet er een kans in om de financiële problemen op te lossen: hij wil het schip verzekeren en dan laten uitvaren. De oude reder is het hier niet mee eens en vertrekt na een ruzie. De zoon zet zijn plan door en schrijft een brief aan de verzekeringsmaatschappij en zijn vader. Nelly ontdekt dit en gaat naar Adolf voor hulp. Hij neemt zijn nieuwe telegrafeermachine en weet het telegram van de zoon naar Kapitein Jansen af te luisteren. Daarmee gaan ze naar de verzekeringsmaatschappij en de havenautoriteiten. Ze zijn echter net te laat in de haven: het schip is al uitgevaren. Met een sleepboot wordt de achtervolging ingezet en de Bertha wordt ingehaald. De bemanning wordt op de hoogte gesteld van het gevaar, maar dan volgt een ontploffing. Gelukkig is niemand ernstig gewond en met de sleper wordt er teruggevaren. De bemanning gaat verhaal halen bij de reders. Ze confronteren de oude de Groot met wat er gebeurd is en hij is zeer geschokt. Zijn zoon komt binnen en wordt als schuldige aangewezen en meegenomen door de politie. Kapitein Jansen kan daarna zijn goedkeuring geven aan de relatie tussen Nelly en Adolf.

## Rolbezetting
| Acteur                  | Personage                       |
| ----------------------- | ------------------------------- |
| Esther de Boer-van Rijk | Echtgenote van de oude De Groot |
| Annie Bos               | Nelly                           |
| Charles Gilhuys         | Adolf, de buurman               |